# 伊朗空軍48號班機空難
伊朗空軍48號班機（ULF48）是伊朗帝國空軍的一架波音747-131SF軍事運輸機，由德黑蘭飛往新澤西州麥奎爾空軍基地，中途經停馬德里。格林尼治平时1976年5月9日14時30分許，編號為5-283的一架波音747-131F執行該班機，在馬德里準備降落時遭雷擊墜毀，機上10名機組人員和7名乘客全部遇難。

## 涉事航機

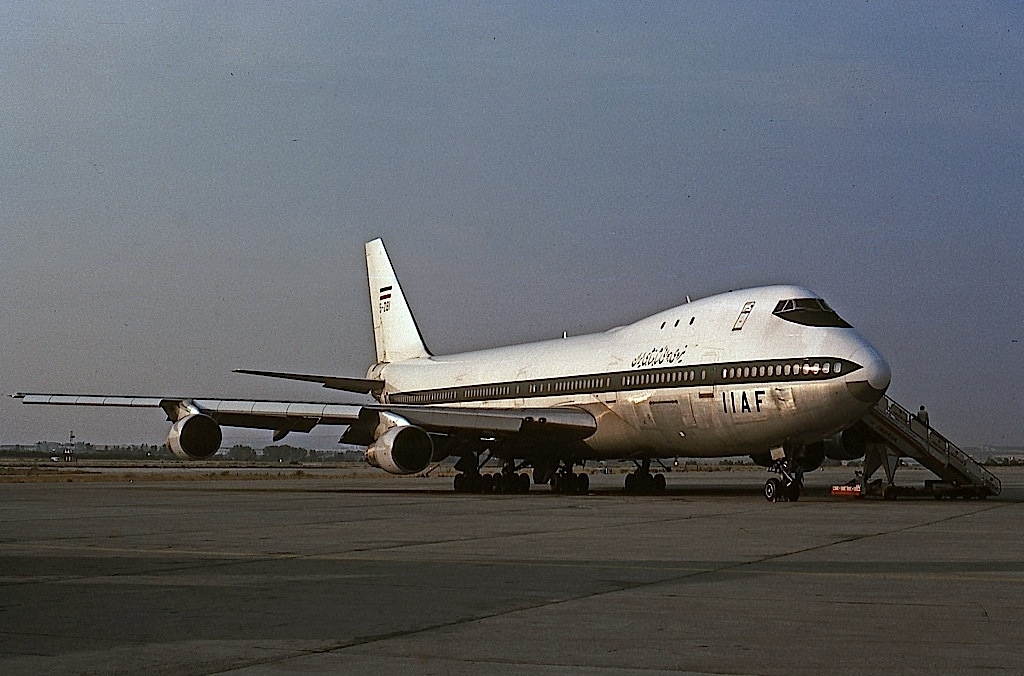
與失事飛機同型號同塗裝的波音747-131F，原為環球航空N53112

此次墜毀的波音747-131F原本是一架交付給環球航空的客機，生產序列號為19677，是波音製造的第73架747，使用四台普惠JT9D-7A發動機，於1970年9月15日首飛，十一天後交付給環球航空，註冊編號為N53111。1975年10月，該機退出環航機隊，在堪薩斯州威奇托被改裝為貨機，次年3月1日交付伊朗帝國空軍。該機的最後檢修日期為1976年5月4日，檢修後已累計飛行14個小時。

## 事故經過
ULF48於5月9日8時20分從德黑蘭起飛，起飛時的總重量為610299磅，其中包括254600磅的燃油，而飛機當時所用的燃油是JP-4和Jet A這兩種航空煤油的混合物。這架波音747載有10名機組人員及7名乘客，預定於格林尼治時間14時50分抵達馬德里。14時15分，ULF48被通知預定的抵達時間為14時40分，七分鐘之後接收到馬德里的天氣狀況。14時25分，馬德里空管批准ULF48下降至FL100空層，ULF48報告其已從FL270空層下降，但於14時30分因雷雨請求備降。14時32分，馬德里航管通知ULF48降至5000英呎，一分鐘後機組人員聯繫馬德里進場管制，請求無線電導航，馬德里管制隨即通知ULF48將航向轉為260°，機組告知他們正向5000英呎下降之後即與馬德里管制失去聯繫。這架波音747在左側機翼脫落之後墜毀於平均海拔3000英呎處的一個農田，機上17人全部死亡。

## 目擊情況與天氣
事發時，馬德里多地有雷陣雨。目擊這一空難的人位於巴尔德莫罗南部或失事飛機航線沿線，其中至少2人稱飛機遭到雷擊。一些人稱飛機的1號引擎起火，但其他人稱只看到飛機從雲中穿入及穿出。而聲稱看到飛機爆炸起火的目擊者認為事發時間為當地時間16時30分，飛機高度為地面以上6000英呎，航向磁偏角為220°。

## 殘骸
飛機殘骸散落在長5海里，寬2海里的區域內，該區域內又有三個殘骸集中地。第一個區域包括左翼尖、副翼碎片、放油管線的一部分及1號油箱側壁，離機身殘骸位置最遠。第二個區域包括左機翼前部、1號發動機的推力反向器及尾噴管，以及克魯格襟翼。第三個區域也是最大的殘骸區域，包括機身、4個引擎、尾翼及整個右側機翼。

## 調查
失事飛機殘骸並未發生金屬疲勞或腐蝕，但左側機翼的前翼樑發生兩處損壞，這導致了放油管線的脫離。翼尖、1號油箱、2號油箱均有起火痕跡，而它們相互孤立。左側翼尖及垂直尾翼被發現雷擊的痕跡，在隨後的調查中，雷擊被認為是導致1號油箱爆炸的原因。

## 事後
1976年6月，美国联邦航空管理局要求波音747的用戶檢查747機翼及油箱干艙的洩漏情況，多數飛機被檢測出干艙的洩漏，波音公司也改進了747的油箱。
由於同屬空中爆炸起火事件，1996年發生的環球航空800號班機空難被認為與事發20年前的馬德里空難相似。而在TWA800空難中失事的N93119號飛機也曾於1975年12月至1976年12月在伊朗空軍服役。

## 類似事故
- 泛美航空214號班機空難
- 武漢航空343號班機空難